# Фольгфельде
Фольгфельде (нем. Volgfelde) — община в Германии, районный центр, расположен в земле Саксония-Анхальт. 
Входит в состав района Штендаль. Подчиняется управлению Штендаль-Ухтеталь.  Население составляет 197 человек (на 31 декабря 2006 года). Занимает площадь 7,31 км².